# Lijst van voetbalinterlands Canada - Italië (vrouwen)
Deze lijst van voetbalinterlands is een overzicht van alle officiële voetbalinterlands tussen de nationale vrouwenteams van Canada en Italië. De landen hebben tot nu toe tien keer tegen elkaar gespeeld.

## Wedstrijden
| №  | Plaats      | Datum           | Competitie              | Wedstrijd       | Uitslag            |
| -- | ----------- | --------------- | ----------------------- | --------------- | ------------------ |
| 1  | Columbus    | 10 juni 1993    | Vriendschappelijk       | Italië − Canada | 4 − 0              |
| 2  | Montpellier | 14 april 1995   | Vriendschappelijk       | Italië − Canada | 1 − 1 (n.p. 4 - 3) |
| 3  | Worcester   | 4 juni 1997     | U.S. Cup 1997           | Italië − Canada | 2 − 1              |
| 4  | Sydney      | 6 januari 1999  | Vriendschappelijk       | Italië − Canada | 1 − 0              |
| 5  | Toronto     | 25 juni 2006    | Vriendschappelijk       | Canada − Italië | 2 − 1              |
| 6  | Seoel       | 28 oktober 2006 | Vriendschappelijk       | Italië − Canada | 2 − 3              |
| 7  | Nicosia     | 4 maart 2011    | Cyprus Women's Cup 2011 | Italië − Canada | 0 − 1              |
| 8  | Nicosia     | 1 maart 2012    | Cyprus Women's Cup 2012 | Italië − Canada | 1 − 2              |
| 9  | Larnaca     | 7 maart 2014    | Cyprus Women's Cup 2014 | Canada − Italië | 3 − 1              |
| 10 | Nicosia     | 9 maart 2015    | Cyprus Women's Cup 2015 | Italië − Canada | 0 − 1              |

## Samenvatting
| Competitie         | Totaal gespeeld | Winst Canada | Gelijk | Winst Italië | Doelsaldo Canada – Italië |
| ------------------ | --------------- | ------------ | ------ | ------------ | ------------------------- |
| Cyprus Women's Cup | 4               | 4            | 0      | 0            | 7 − 2                     |
| U.S. Cup           | 1               | 0            | 0      | 1            | 1 − 2                     |
| Vriendschappelijk  | 5               | 2            | 1      | 2            | 6 − 9                     |
| Totaal             | 10              | 6            | 1      | 3            | 14 − 13                   |